# Puente de Kazungula
El puente Kazungula (en inglés:Kazungula bridge) es un puente en ménsula que conecta Zambia con Botsuana. El puente toma el nombre de las dos ciudades a cada lado del puente. Es cruzado por el río Zambeze y su afluente Cuando desemboca en este punto. 
Este puente se encuentra sobre uno de los puntos geográficos más fascinantes del planeta: si no fuera por los 150 metros de frontera entre Botsuana y Zambia se trataría del único cuatrifinio del mundo. Desde ese puente se pueden ver Zambia, Zimbabue, Botsuana y Namibia (gracias a la franja de Caprivi, uno de los salientes más exagerados del planeta). 
El puente presenta una curvatura para evitar entrar en Zimbabue y Namibia. Se encuentra cerca del parque natural de Chobe y de las cataratas Victoria. 
En agosto de 2007, los gobiernos de Zambia y Botsuana decidieron construir el puente al considerar la navegación por ferry insuficiente y anticuada. La construcción tenía un coste previsto de 259,3 millones de dólares, estando prevista la instalación de aduanas. Fue inaugurado en mayo de 2021.